# Sid-Marlon Theis
Sid-Marlon Theis (* 26. April 1993 in Henstedt-Ulzburg, Schleswig-Holstein) ist ein deutscher Basketballspieler. Theis besuchte das Internat der Urspringschule, wo er mit der in Kooperation mit der TSG Ehingen aufgestellten Nachwuchsmannschaft Team Urspring zweimal Meister der Nachwuchs-Basketball-Bundesliga (NBBL) wurde. Zur Saison 2014/15 wechselte der ehemalige Jugend-Nationalspieler von der Ehinger Herrenmannschaft in der zweithöchsten Spielklasse ProA zum Erstligisten Basketball Löwen Braunschweig. Theis ist nicht verwandt mit dem aus Salzgitter stammenden Brüderpaar Frank und Daniel Theis, die ebenfalls in Braunschweig Basketball spielten.

## Karriere

### Vereinskarriere
Ab 2009 besuchte Theis das Internat der Urspringschule in Schelklingen, das sich unter anderem über die Ausbildung von Basketballspielern einen Namen gemacht hat. Mit der Nachwuchsmannschaft in der Nachwuchs-Basketball-Bundesliga (NBBL) gewann Theis unter anderem zusammen mit Kevin Bright 2010 und 2011 die Meisterschaft. 2012 verlor man das Halbfinale gegen den späteren Titelgewinner TSV Tröster Breitengüßbach, den Nachwuchs des Herren-Meisters Brose Baskets.
Nachdem Theis in der ProA 2011/12 seine ersten acht Einsätze in nationalen Herren-Spielklassen hatte, gehörte er in der ProA 2012/13 mit gut 17 Minuten pro Spiel fest zur Rotation der eingesetzten Spieler in der zweithöchsten deutschen Herren-Spielklasse. Die Ehinger Herrenmannschaft erreichte auf dem achten Platz erstmals die Play-offs um den Aufstieg in die höchste Spielklasse, in denen man in der ersten Runde am Hauptrundenersten und späteren Aufsteiger SC Rasta Vechta scheiterte. In der folgenden ProA 2013/14 konnten die Ehinger ihr Ergebnis noch einmal steigern und erreichten als Hauptrundendritte die Play-offs, wo sie in der ersten Runde nur knapp an rent4office Nürnberg scheiterten. Der ehemalige Erstligist aus Nürnberg verpasste seinerseits jedoch ebenfalls den Aufstieg und verpflichtete anschließend den Ehinger Trainer Ralph Junge. Auch Theis verließ die Schwäbische Alb wieder und wechselte zum Erstligisten Basketball Löwen aus Braunschweig. In der Saison 2014/15 verpassten die Niedersachsen nur knapp wegen des schlechteren direkten Vergleichs den Einzug in die Play-offs um die deutsche Meisterschaft. Theis kam in seiner ersten Erstliga-Saison auf 16 Einsätze mit knapp fünf Minuten Einsatzzeit pro Spiel. Im Sommer 2017 wechselte Theis innerhalb der Liga und unterschrieb einen Vertrag bei den Walter Tigers Tübingen. Mit den Tübingern stieg Theis in der Saison 2017/18 aus der Bundesliga ab, er blieb in der höchsten deutschen Spielklasse, indem er zu Science City Jena wechselte. Mit den Thüringern ereilte ihn im Spieljahr 2018/19 abermals der Bundesliga-Abstieg.
In der Sommerpause 2019 nahm Theis ein Vertragsangebot des Bundesliga-Absteigers Eisbären Bremerhaven an. In der bereits Mitte März 2020 wegen der Ausbreitung des Coronavirus SARS-CoV-2 abgebrochenen Saison 19/20 stand er zum Zeitpunkt des vorzeitigen Endes mit den Eisbären auf dem zweiten Tabellenplatz, was die Erlangung des sportlichen Aufstiegsrechts in die Bundesliga bedeutete. Theis hatte im Saisonverlauf im Schnitt 12,5 Punkte für die Eisbären erzielt. Im Juli 2020 wechselte er innerhalb der zweiten Liga zu den Rostock Seawolves. Mit den Hanseaten gelang ihm 2022 der Bundesliga-Aufstieg.

### Nationalmannschaft
Theis wurde 2011 erstmals in einem Endrundenkader einer DBB-Nachwuchsauswahl eingesetzt. Bei der U18-Europameisterschaft erreichte er unter anderem zusammen mit Dennis Schröder und Paul Zipser den elften Platz. Im August 2017 nahm er mit der deutschen Studierendennationalmannschaft an der Sommer-Universiade 2017 in Taipeh teil. Mitte November 2018 berief Bundestrainer Henrik Rödl Theis erstmals ins Aufgebot der deutschen Herrennationalmannschaft. Er gab am 3. Dezember beim 87:70-Erfolg gegen Estland seinen Einstand, bei dem er vier Punkte beisteuerte.